# Szentes Richard
Szentes Richard (Budapest, 1991. augusztus 13. –) magyar műsorvezető, kreatív producer, szerkesztő-rendező.

## Életpályája
A Kispesti Deák Ferenc Gimnázium média szakán végzet. Középiskolás éveiben megválasztották Az év kreatív ígéretének. A METU televíziós műsorkészítő szakán szerzett diplomát. 2012-től az MTV-nél majd az M4-nál sportdolgozott 2015-től műsorvezetőként is. 2015-ben Bakuban az első Európa-játékokon, majd 2016-ban a XXXI. Olimpiai Játékokon Rióban dolgozott a az IBS és az OBS nemzetközi sportközvetítéssel foglalkozó cégeknél. 2017-től az Echo TV-nél, (majd később Hír TV) dolgozott, mint sportszerkesztő és műsorvezető.  2019-ben első saját rendezésű filmje, A hetedik bekerült Európa 10. legjobb 2018-as sport-dokumentumfilmje közé a Nemzetközi Sportújságírók Szövetsége tagjainak szavazatai alapján. A film Mányoki Attila extrémúszó történetét dolgozza fel. Ezt 2019-ben megismételte a második Ocean's Seven - Az északi pokol című filmjével is. 2019-ben beválasztották a világ 10 legjobb 30 év alatti sportújságírója közé. 2019 február 18-tól 2019 júniusáig az OzoneTV kreatív producereként dolgozott. Jelenleg a Várkonyi Andrea és Gergely Judit által alapított, Whitedog Media alkalmazásában dolgozik.

## Filmjei
- A hetedik (2018)
- Ocean's Seven: Az északi pokol (2019)

## Sikerei
- Az év kreatív ígérete (2010)
- Európa top 10 sport-dokumentumfilm - A hetedik (2019)
- A világ 10 legjobb 30 év alatti riportere díj [3]
- Európa top 10 sport-portréfilm - Ocean's Seven - Az északi pokol [4]

## Egyéb források
- Karc Fm - Talentográf
- ECHO TV munkatársak  Archiválva 2019. március 29-i dátummal a Wayback Machine-ben